# Class 325
De Class 325 is een in Groot-Brittannië gebruikt treinstel bestemd voor postvervoer.

## Vloot
| Class     | Operator         | Aantal gebouwd | Bouwjaar    | Aantal delen per treinstel | Unit nummers    |
| --------- | ---------------- | -------------- | ----------- | -------------------------- | --------------- |
| Class 325 | DB Schenker Rail | 16             | 1995 - 1996 | 4                          | 325001 - 325017 |